# Småstad
För andra betydelser, se Småstad (olika betydelser).

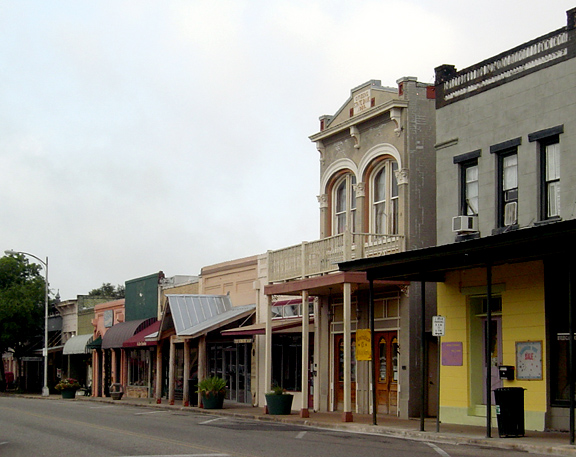
Huvudgatan i småstaden Bastrop i Texas.

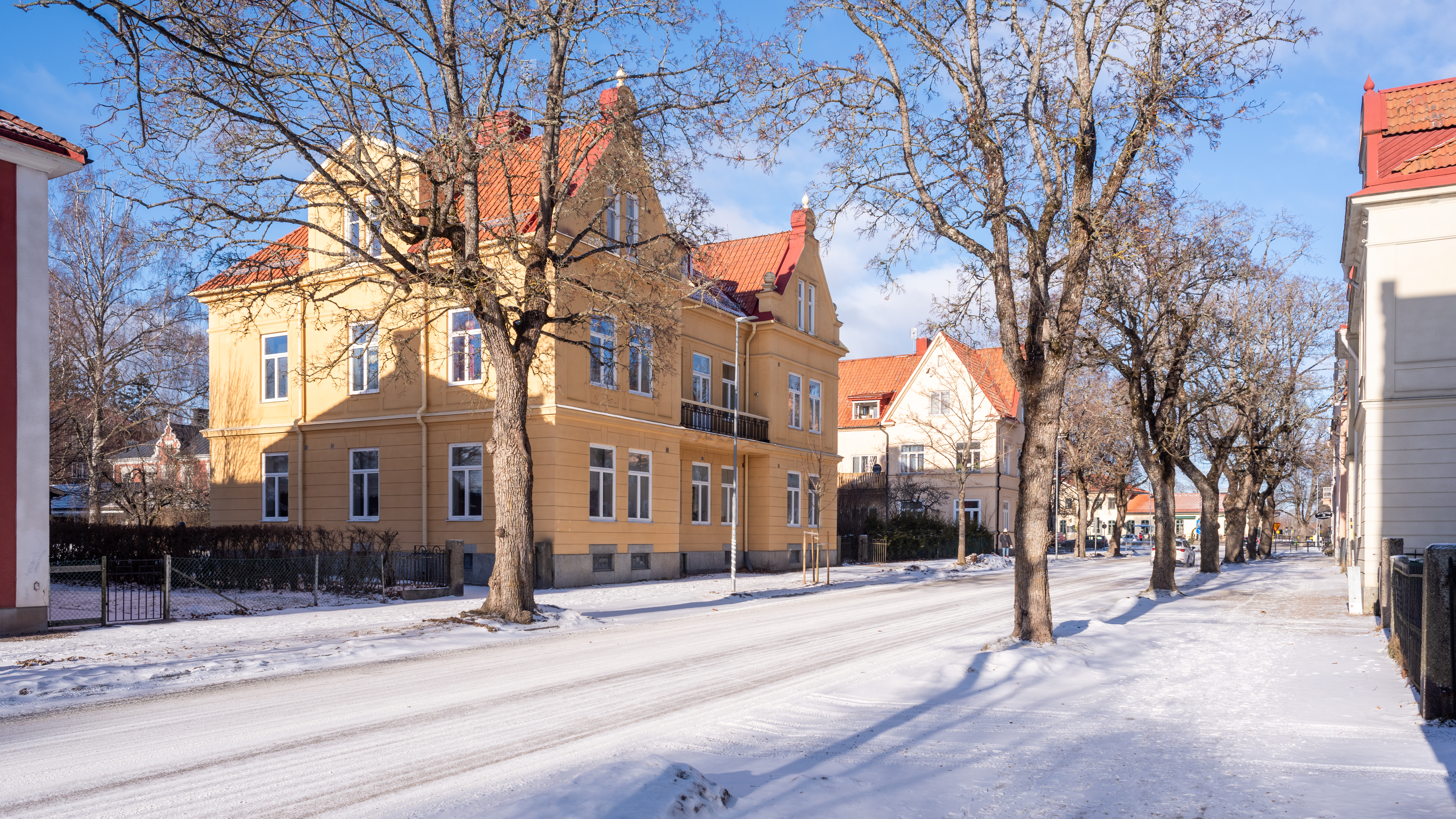
Äldre bebyggelse längs Aguéligatan i Sala som fick stadsprivilegier av Gustav II Adolf 1624.

En småstad är en till folkmängden mindre ort som har karaktär av stad. I Sverige är det i allmänhet mindre orter som tidigare har haft stadsprivilegium som kallas småstad.
Småstaden har ofta inte lika utpräglade områden för industri, handel och boende som en storstad. Socioekonomisk segregering förekommer ofta inte heller i samma utsträckning som i större städer. Småstaden har ofta en huvudgata med affärer och nöjen som löper genom staden.
Småstadslivet skildras ofta i film och litteratur, och framställs då ibland som en stad med mycket skvaller, småborgerlighet och där "alla känner alla".